# Bonpland (Misiones)

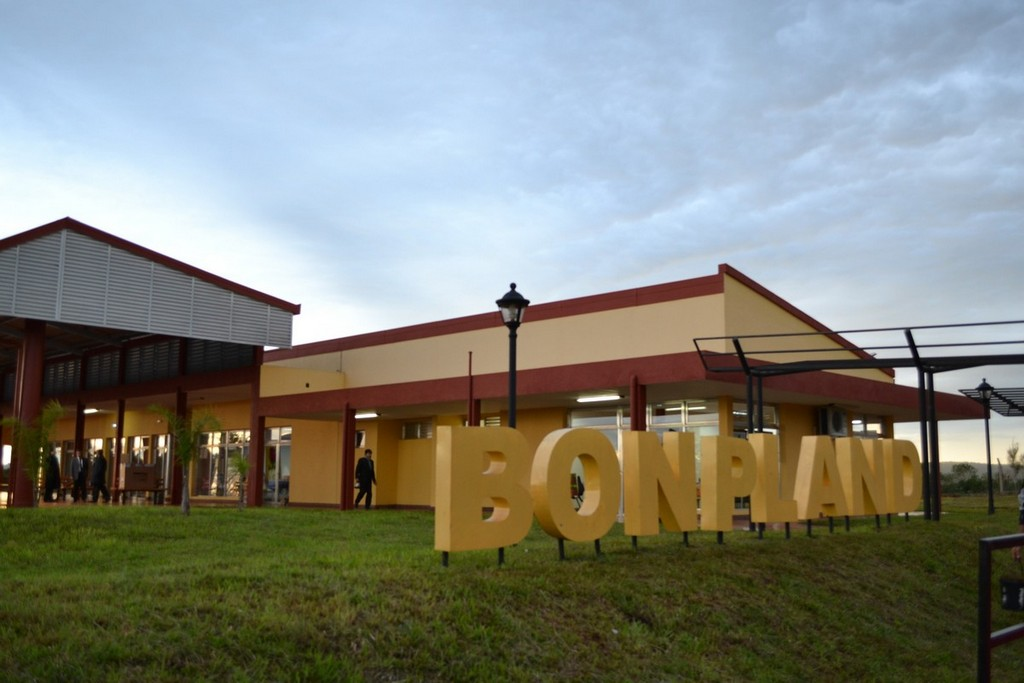
Fotografia de um dos pontos turísticos de Bonpland

Bonpland é uma cidade argentina da província de Misiones, localizado dentro do departamento de Candelaria.
Se localiza a uma latitude de 27° 28' Sul e a uma longitude de 55° 29' Oeste.
O município conta com uma população de 2.173 habitantes, segundo o Censo do ano 2001 (INDEC).